# مجموعة إكستر

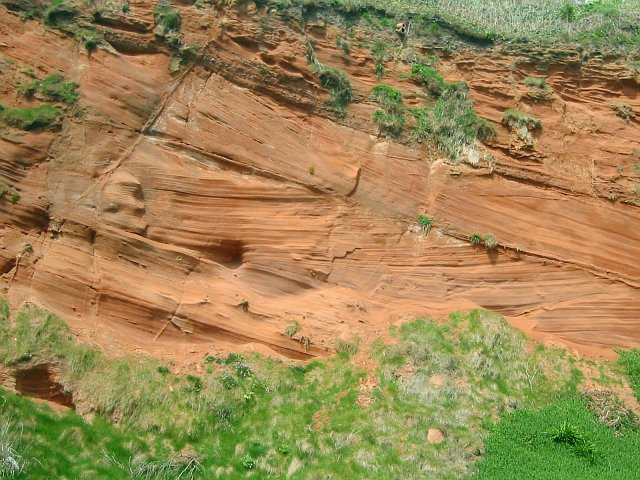
حجر رملي ذو طبقات متقاطعة من تكوين الحجر الرملي داوليش، بالقرب من داوليش

مجموعة إكستر هي مجموعة ليثوستراتغرافية (سلسلة من طبقات الصخور) من العصر البرمي، تمتد عبر شرق ديفون جنوب غرب إنجلترا. يُشتق اسمها من مدينة إكستر في ديفون، التي يقع جزئيًا تحتها صخور من هذا العصر.